# موريتز غراند
موريتز غراند هو مجدف سويسري، ولد في 4 ديسمبر 1923، شارك في دورة الألعاب الأولمبية الصيفية عام 1948م.

## وصلات خارجية
- موريتز غراند على موقع الاتحاد الدولي للتجديف (الإنجليزية)
- موريتز غراند على موقع أوليمبيديا (الإنجليزية)